# کراسنوکوایدا
کراسنوکوایدا (به مجاری:  Krasznokvajda) یک شهرداری در مجارستان است که در بورشود-آبااوی-زمپلن واقع شده‌است. کراسنوکوایدا ۱۱٫۴۴ کیلومتر مربع مساحت و ۵۴۲ نفر جمعیت دارد.